# Championship League de 2023
La Championship League de 2023 (conocido de forma oficial como 2023 BetVictor Championship League) fue un torneo de snooker, profesional y de ranking, que se celebró entre el 26 de junio y el 21 de julio en el Morningside Arena de la ciudad inglesa de Leicester. Organizado por Matchroom Sport y con el patrocinio de BetVictor, fue la cuarta edición de la versión de ranking de la Championship League y el primer torneo de ranking de la temporada 2023-24. Luca Brecel habría defendido el título conseguido en 2022, pero decidió no participar. Shaun Murphy, que se impuso en la final (3-0) a Mark Williams, se proclamó campeón.

## Resultados

### Primera fase
En la primera fase, los jugadores se dividieron en treinta y dos grupos de cuatro. Se enfrentaron, todos contra todos, en un solo día y avanzó a la siguiente ronda el primer clasificado.

#### Grupo 1
Los partidos del grupo 1 se disputaron el 10 de julio. Michael Holt sustituyó a Ronnie O'Sullivan, que renunció a jugar.
| Pos. | Jugador         | J | G | E | P | MG | MP | DM | TMA | Ptos. |
| ---- | --------------- | - | - | - | - | -- | -- | -- | --- | ----- |
| 1    | Michael Holt    | 3 | 2 | 0 | 1 | 7  | 4  | +3 | 134 | 6     |
| 2    | Alfie Burden    | 3 | 2 | 0 | 1 | 6  | 4  | +2 | 83  | 6     |
| 3    | Rod Lawler      | 3 | 1 | 1 | 1 | 5  | 6  | −1 | 59  | 4     |
| 4    | Scott Donaldson | 3 | 0 | 1 | 2 | 4  | 8  | −4 | 58  | 1     |

#### Grupo 2
Los partidos del grupo 2 se disputaron el 11 de julio.
| Pos. | Jugador      | J | G | E | P | MG | MP | DM | TMA | Ptos. |
| ---- | ------------ | - | - | - | - | -- | -- | -- | --- | ----- |
| 1    | Judd Trump   | 3 | 2 | 1 | 0 | 8  | 2  | +6 | 120 | 7     |
| 2    | Xu Si        | 3 | 1 | 2 | 0 | 7  | 4  | +3 | 73  | 5     |
| 3    | Reanne Evans | 3 | 1 | 1 | 1 | 5  | 6  | −1 |     | 4     |
| 4    | Jimmy White  | 3 | 0 | 0 | 3 | 1  | 9  | −8 |     | 0     |

#### Grupo 3
Los partidos del grupo 3 se disputaron el 26 de junio.
| Pos. | Jugador         | J | G | E | P | MG | MP | DM | TMA | Ptos. |
| ---- | --------------- | - | - | - | - | -- | -- | -- | --- | ----- |
| 1    | Ashley Carty    | 3 | 1 | 2 | 0 | 7  | 4  | +3 | 0   | 5     |
| 2    | Sean McAllister | 3 | 1 | 2 | 0 | 7  | 5  | +2 | 140 | 5     |
| 3    | Craig Steadman  | 3 | 0 | 3 | 0 | 6  | 6  | 0  | 0   | 3     |
| 4    | Adam Duffy      | 3 | 0 | 1 | 2 | 3  | 8  | −5 | 0   | 1     |

#### Grupo 4
Los partidos del grupo 4 se disputaron el 12 de julio.
| Pos. | Jugador        | J | G | E | P | MG | MP | DM | TMA | Ptos. |
| ---- | -------------- | - | - | - | - | -- | -- | -- | --- | ----- |
| 1    | Shaun Murphy   | 3 | 3 | 0 | 0 | 9  | 2  | +7 | 110 | 9     |
| 2    | Tian Pengfei   | 3 | 2 | 0 | 1 | 7  | 5  | +2 | 59  | 6     |
| 3    | Lukas Kleckers | 3 | 1 | 0 | 2 | 5  | 6  | −1 | 91  | 3     |
| 4    | Andrew Pagett  | 3 | 0 | 0 | 3 | 1  | 9  | −8 |     | 0     |

#### Grupo 5
Los partidos del grupo 5 se disputaron el 29 de junio.
| Pos. | Jugador         | J | G | E | P | MG | MP | DM | TMA | Ptos. |
| ---- | --------------- | - | - | - | - | -- | -- | -- | --- | ----- |
| 1    | Kyren Wilson    | 3 | 3 | 0 | 0 | 9  | 1  | +8 | 134 | 9     |
| 2    | Louis Heathcote | 3 | 2 | 0 | 1 | 6  | 4  | +2 | 83  | 6     |
| 3    | Andy Hicks      | 3 | 1 | 0 | 2 | 5  | 7  | −2 | 76  | 3     |
| 4    | Josh Mulholland | 3 | 0 | 0 | 3 | 1  | 9  | −8 |     | 0     |

#### Grupo 6
Los partidos del grupo 6 se disputaron el 30 de junio.
| Pos. | Jugador        | J | G | E | P | MG | MP | DM | TMA | Ptos. |
| ---- | -------------- | - | - | - | - | -- | -- | -- | --- | ----- |
| 1    | Mark Williams  | 3 | 3 | 0 | 0 | 9  | 1  | +8 | 121 | 9     |
| 2    | Dylan Emery    | 3 | 2 | 0 | 1 | 6  | 4  | +2 | 108 | 6     |
| 3    | Ken Doherty    | 3 | 1 | 0 | 2 | 4  | 6  | −2 | 105 | 3     |
| 4    | Daniel Holoyda | 3 | 0 | 0 | 3 | 1  | 9  | −8 | 55  | 0     |

#### Grupo 7
Los partidos del grupo 7 se disputaron el 6 de julio.
| Pos. | Jugador      | J | G | E | P | MG | MP | DM | TMA | Ptos. |
| ---- | ------------ | - | - | - | - | -- | -- | -- | --- | ----- |
| 1    | Long Zehuang | 3 | 2 | 1 | 0 | 8  | 3  | +5 | 94  | 7     |
| 2    | Jackson Page | 3 | 1 | 2 | 0 | 7  | 5  | +2 | 117 | 5     |
| 3    | Ali Carter   | 3 | 0 | 2 | 1 | 5  | 7  | −2 | 86  | 2     |
| 4    | Ryan Davies  | 3 | 0 | 1 | 2 | 3  | 8  | −5 | 95  | 1     |

#### Grupo 8
Los partidos del grupo 8 se disputaron el 7 de julio.
| Pos. | Jugador        | J | G | E | P | MG | MP | DM | TMA | Ptos. |
| ---- | -------------- | - | - | - | - | -- | -- | -- | --- | ----- |
| 1    | Robert Milkins | 3 | 2 | 1 | 0 | 8  | 2  | +6 | 53  | 7     |
| 2    | Dominic Dale   | 3 | 2 | 0 | 1 | 6  | 5  | +1 | 64  | 6     |
| 3    | Muhammad Asif  | 3 | 1 | 1 | 1 | 6  | 6  | 0  | 116 | 4     |
| 4    | Alex Taubman   | 3 | 0 | 0 | 3 | 2  | 9  | −7 |     | 0     |

#### Grupo 9
Los partidos del grupo 9 se disputaron el 14 de julio.
| Pos. | Jugador        | J | G | E | P | MG | MP | DM | TMA | Ptos. |
| ---- | -------------- | - | - | - | - | -- | -- | -- | --- | ----- |
| 1    | John Astley    | 3 | 2 | 1 | 0 | 8  | 4  | +4 | 128 | 7     |
| 2    | Ma Hai Long    | 3 | 0 | 3 | 0 | 6  | 6  | 0  | 140 | 3     |
| 3    | Gary Wilson    | 3 | 0 | 2 | 1 | 5  | 7  | −2 | 131 | 2     |
| 4    | Mink Nutcharut | 3 | 0 | 2 | 1 | 5  | 7  | −2 | 80  | 2     |

#### Grupo 10
Los partidos del grupo 10 se disputaron el 28 de junio.
| Pos. | Jugador       | J | G | E | P | MG | MP | DM | TMA | Ptos. |
| ---- | ------------- | - | - | - | - | -- | -- | -- | --- | ----- |
| 1    | Michael White | 3 | 3 | 0 | 0 | 9  | 3  | +6 | 68  | 9     |
| 2    | Ryan Day      | 3 | 1 | 1 | 1 | 6  | 5  | +1 | 96  | 4     |
| 3    | Jiang Jun     | 3 | 1 | 1 | 1 | 6  | 5  | +1 | 79  | 4     |
| 4    | Himanshu Jain | 3 | 0 | 0 | 3 | 1  | 9  | −8 |     | 0     |

#### Grupo 11
Los partidos del grupo 11 se disputaron el 27 de junio.
| Pos. | Jugador          | J | G | E | P | MG | MP | DM | TMA | Ptos. |
| ---- | ---------------- | - | - | - | - | -- | -- | -- | --- | ----- |
| 1    | Martin O'Donnell | 3 | 2 | 1 | 0 | 8  | 3  | +5 | 93  | 7     |
| 2    | Hossein Vafaei   | 3 | 1 | 1 | 1 | 6  | 6  | 0  | 69  | 4     |
| 3    | Aaron Hill       | 3 | 1 | 0 | 2 | 4  | 6  | –2 |     | 3     |
| 4    | Fergal Quinn     | 3 | 1 | 0 | 2 | 4  | 7  | −3 | 72  | 3     |

#### Grupo 12
Los partidos del grupo 12 se disputaron el 12 de julio.
| Pos. | Jugador       | J | G | E | P | MG | MP | DM | TMA | Ptos. |
| ---- | ------------- | - | - | - | - | -- | -- | -- | --- | ----- |
| 1    | Sanderson Lam | 3 | 2 | 1 | 0 | 8  | 4  | +4 | 97  | 7     |
| 2    | Barry Hawkins | 3 | 1 | 2 | 0 | 7  | 5  | +2 | 73  | 5     |
| 3    | Zhang Anda    | 3 | 1 | 1 | 1 | 6  | 6  | 0  | 81  | 4     |
| 4    | Jamie O'Neill | 3 | 0 | 0 | 3 | 3  | 9  | −6 | 50  | 0     |

#### Grupo 13
Los partidos del grupo 12 se disputaron el 13 de julio.
| Pos. | Jugador               | J | G | E | P | MG | MP | DM | TMA | Ptos. |
| ---- | --------------------- | - | - | - | - | -- | -- | -- | --- | ----- |
| 1    | David Gilbert         | 3 | 2 | 1 | 0 | 8  | 3  | +5 |     | 7     |
| 2    | Yuan Sijun            | 3 | 2 | 0 | 1 | 7  | 3  | +4 | 132 | 6     |
| 3    | Ishpreet Singh Chadha | 3 | 1 | 1 | 1 | 5  | 5  | 0  |     | 4     |
| 4    | Sean O'Sullivan       | 3 | 0 | 0 | 3 | 0  | 9  | −9 |     | 0     |

#### Grupo 14
Los partidos del grupo 14 se disputaron el 14 de julio.
| Pos. | Jugador      | J | G | E | P | MG | MP | DM | TMA | Ptos. |
| ---- | ------------ | - | - | - | - | -- | -- | -- | --- | ----- |
| 1    | Liu Hongyu   | 3 | 3 | 0 | 0 | 9  | 2  | +7 | 76  | 9     |
| 2    | David Lilley | 3 | 1 | 1 | 1 | 5  | 6  | −1 | 75  | 4     |
| 3    | Ricky Walden | 3 | 0 | 2 | 1 | 5  | 7  | −2 | 87  | 2     |
| 4    | Peng Yisong  | 3 | 0 | 1 | 2 | 4  | 8  | −4 | 111 | 1     |

#### Grupo 15
Los partidos del grupo 15 se disputaron el 4 de julio.
| Pos. | Jugador         | J | G | E | P | MG | MP | DM | TMA | Ptos. |
| ---- | --------------- | - | - | - | - | -- | -- | -- | --- | ----- |
| 1    | Matthew Stevens | 3 | 2 | 0 | 1 | 7  | 4  | +3 | 57  | 6     |
| 2    | Allan Taylor    | 3 | 1 | 1 | 1 | 6  | 6  | 0  | 129 | 4     |
| 3    | Stuart Bingham  | 3 | 1 | 1 | 1 | 6  | 6  | 0  | 105 | 4     |
| 4    | Duane Jones     | 3 | 0 | 2 | 1 | 4  | 7  | −3 | 74  | 2     |

#### Grupo 16
Los partidos del grupo 16 se disputaron el 3 de julio.
| Pos. | Jugador         | J | G | E | P | MG | MP | DM | TMA | Ptos. |
| ---- | --------------- | - | - | - | - | -- | -- | -- | --- | ----- |
| 1    | Ben Woollaston  | 3 | 2 | 1 | 0 | 8  | 2  | +6 | 96  | 7     |
| 2    | Jimmy Robertson | 3 | 1 | 1 | 1 | 6  | 6  | 0  | 72  | 4     |
| 3    | Peter Lines     | 3 | 1 | 1 | 1 | 5  | 6  | −1 |     | 4     |
| 4    | Liam Graham     | 3 | 0 | 1 | 2 | 3  | 8  | −5 |     | 1     |

#### Grupo 17
Los partidos del grupo 17 se disputaron el 5 de julio.
| Pos. | Jugador       | J | G | E | P | MG | MP | DM | TMA | Ptos. |
| ---- | ------------- | - | - | - | - | -- | -- | -- | --- | ----- |
| 1    | Zhou Yuelong  | 3 | 2 | 0 | 1 | 6  | 3  | +3 | 105 | 6     |
| 2    | Oliver Brown  | 3 | 1 | 1 | 1 | 6  | 5  | +1 |     | 4     |
| 3    | Chris Totten  | 3 | 1 | 1 | 1 | 5  | 6  | −1 |     | 4     |
| 4    | Ashley Hugill | 3 | 1 | 0 | 2 | 4  | 7  | −3 | 62  | 3     |

#### Grupo 18
Los partidos del grupo 18 se disputaron el 11 de julio.
| Pos. | Jugador           | J | G | E | P | MG | MP | DM | TMA | Ptos. |
| ---- | ----------------- | - | - | - | - | -- | -- | -- | --- | ----- |
| 1    | Joe Perry         | 3 | 2 | 1 | 0 | 8  | 2  | +6 | 128 | 7     |
| 2    | Jamie Clarke      | 3 | 2 | 0 | 1 | 6  | 5  | +1 | 87  | 6     |
| 3    | Stuart Carrington | 3 | 1 | 1 | 1 | 6  | 5  | +1 | 79  | 4     |
| 4    | Andy Lee          | 3 | 0 | 0 | 3 | 1  | 9  | −8 |     | 0     |

#### Grupo 19
Los partidos del grupo 19 se disputaron el 10 de julio.
| Pos. | Jugador          | J | G | E | P | MG | MP | DM | TMA | Ptos. |
| ---- | ---------------- | - | - | - | - | -- | -- | -- | --- | ----- |
| 1    | Noppon Saengkham | 3 | 2 | 1 | 0 | 8  | 3  | +5 | 69  | 7     |
| 2    | Mark Davis       | 3 | 1 | 2 | 0 | 7  | 4  | +3 | 105 | 5     |
| 3    | Ross Muir        | 3 | 0 | 2 | 1 | 4  | 7  | −3 | 104 | 2     |
| 4    | Jenson Kendrick  | 3 | 0 | 1 | 2 | 3  | 8  | −5 | 74  | 1     |

#### Grupo 20
Los partidos del grupo 20 se disputaron el 8 de julio.
| Pos. | Jugador       | J | G | E | P | MG | MP | DM | TMA | Ptos. |
| ---- | ------------- | - | - | - | - | -- | -- | -- | --- | ----- |
| 1    | James Cahill  | 3 | 2 | 0 | 1 | 6  | 3  | +3 | 87  | 6     |
| 2    | Matthew Selt  | 3 | 2 | 0 | 1 | 6  | 3  | +3 | 112 | 6     |
| 3    | Sydney Wilson | 3 | 1 | 1 | 1 | 5  | 5  | 0  | 60  | 4     |
| 4    | Andres Petrov | 3 | 0 | 1 | 2 | 2  | 8  | −6 | 58  | 1     |

#### Grupo 21
Los partidos del grupo 21 se disputaron el 27 de junio.
| Pos. | Jugador       | J | G | E | P | MG | MP | DM | TMA | Ptos. |
| ---- | ------------- | - | - | - | - | -- | -- | -- | --- | ----- |
| 1    | Chris Wakelin | 3 | 2 | 0 | 1 | 6  | 4  | +2 | 85  | 6     |
| 2    | Oliver Lines  | 3 | 1 | 2 | 0 | 7  | 4  | +3 | 50  | 5     |
| 3    | Liam Pullen   | 3 | 1 | 1 | 1 | 5  | 6  | −1 |     | 4     |
| 4    | Anton Kazakov | 3 | 0 | 1 | 2 | 4  | 8  | −4 | 72  | 1     |

#### Grupo 22
Los partidos del grupo 22 se disputaron el 28 de junio.
| Pos. | Jugador         | J | G | E | P | MG | MP | DM | TMA | Ptos. |
| ---- | --------------- | - | - | - | - | -- | -- | -- | --- | ----- |
| 1    | Robbie Williams | 3 | 2 | 1 | 0 | 8  | 4  | +4 |     | 7     |
| 2    | Zak Surety      | 3 | 1 | 1 | 1 | 5  | 5  | 0  | 54  | 4     |
| 3    | Joe O'Connor    | 3 | 1 | 0 | 2 | 5  | 6  | −1 | 80  | 3     |
| 4    | Alfie Davies    | 3 | 1 | 0 | 2 | 4  | 7  | −3 | 68  | 3     |

#### Grupo 23
Los partidos del grupo 23 se disputaron el 7 de julio.
| Pos. | Jugador           | J | G | E | P | MG | MP | DM | TMA | Ptos. |
| ---- | ----------------- | - | - | - | - | -- | -- | -- | --- | ----- |
| 1    | Sam Craigie       | 3 | 2 | 1 | 0 | 8  | 2  | +6 | 117 | 7     |
| 2    | Fan Zhengyi       | 3 | 1 | 2 | 0 | 7  | 4  | +3 | 110 | 5     |
| 3    | Fergal O'Brien    | 3 | 1 | 1 | 1 | 5  | 5  | 0  | 63  | 4     |
| 4    | Ahmed Aly Elsayed | 3 | 0 | 0 | 3 | 0  | 9  | −9 |     | 0     |

#### Grupo 24
Los partidos del grupo 24 se disputaron el 6 de julio.
| Pos. | Jugador     | J | G | E | P | MG | MP | DM | TMA | Ptos. |
| ---- | ----------- | - | - | - | - | -- | -- | -- | --- | ----- |
| 1    | Pang Junxu  | 3 | 3 | 0 | 0 | 9  | 2  | +7 | 135 | 9     |
| 2    | Wu Yize     | 3 | 1 | 1 | 1 | 6  | 6  | 0  | 93  | 4     |
| 3    | Hammad Miah | 3 | 0 | 2 | 1 | 5  | 7  | −2 | 93  | 2     |
| 4    | Stan Moody  | 3 | 0 | 1 | 2 | 3  | 8  | −5 | 100 | 1     |

#### Grupo 25
Los partidos del grupo 25 se disputaron el 8 de julio.
| Pos. | Jugador         | J | G | E | P | MG | MP | DM | TMA | Ptos. |
| ---- | --------------- | - | - | - | - | -- | -- | -- | --- | ----- |
| 1    | Si Jiahui       | 3 | 2 | 1 | 0 | 8  | 3  | +5 | 58  | 7     |
| 2    | Mark Joyce      | 3 | 1 | 1 | 1 | 5  | 5  | 0  | 112 | 4     |
| 3    | Mohamed Ibrahim | 3 | 0 | 3 | 0 | 6  | 6  | 0  | 54  | 3     |
| 4    | Haydon Pinhey   | 3 | 0 | 1 | 2 | 3  | 8  | −5 | 67  | 1     |

#### Grupo 26
Los partidos del grupo 26 se disputaron el 5 de julio.
| Pos. | Jugador       | J | G | E | P | MG | MP | DM | TMA | Ptos. |
| ---- | ------------- | - | - | - | - | -- | -- | -- | --- | ----- |
| 1    | Jak Jones     | 3 | 2 | 1 | 0 | 8  | 3  | +5 | 90  | 7     |
| 2    | Jamie Jones   | 3 | 1 | 1 | 1 | 6  | 5  | +1 | 109 | 4     |
| 3    | Dean Young    | 3 | 0 | 3 | 0 | 6  | 6  | 0  | 75  | 3     |
| 4    | Rebecca Kenna | 3 | 0 | 1 | 2 | 2  | 8  | −6 |     | 1     |

#### Grupo 27
Los partidos del grupo 27 se disputaron el 30 de junio.
| Pos. | Jugador         | J | G | E | P | MG | MP | DM | TMA | Ptos. |
| ---- | --------------- | - | - | - | - | -- | -- | -- | --- | ----- |
| 1    | Barry Pinches   | 3 | 2 | 1 | 0 | 8  | 4  | +4 | 71  | 7     |
| 2    | Julien Leclercq | 3 | 2 | 0 | 1 | 7  | 4  | +3 | 103 | 6     |
| 3    | Jordan Brown    | 3 | 0 | 2 | 1 | 4  | 7  | −3 | 98  | 2     |
| 4    | Joshua Thomond  | 3 | 0 | 1 | 2 | 4  | 8  | −4 | 64  | 1     |

#### Grupo 28
Los partidos del grupo 28 se disputaron el 4 de julio.
| Pos. | Jugador          | J | G | E | P | MG | MP | DM | TMA | Ptos. |
| ---- | ---------------- | - | - | - | - | -- | -- | -- | --- | ----- |
| 1    | Anthony Hamilton | 3 | 1 | 2 | 0 | 7  | 4  | +3 | 115 | 5     |
| 2    | Xing Zihao       | 3 | 1 | 1 | 1 | 5  | 6  | −1 | 73  | 4     |
| 3    | Ben Mertens      | 3 | 0 | 3 | 0 | 6  | 6  | 0  | 131 | 3     |
| 4    | Ryan Thomerson   | 3 | 0 | 2 | 1 | 5  | 7  | −2 | 66  | 2     |

#### Grupo 29
Los partidos del grupo 29 se disputaron el 29 de junio.
| Pos. | Jugador            | J | G | E | P | MG | MP | DM | TMA | Ptos. |
| ---- | ------------------ | - | - | - | - | -- | -- | -- | --- | ----- |
| 1    | Thepchaiya Un-Nooh | 3 | 3 | 0 | 0 | 9  | 1  | +8 | 140 | 9     |
| 2    | Florian Nüßle      | 3 | 2 | 0 | 1 | 6  | 3  | +3 | 66  | 6     |
| 3    | Elliot Slessor     | 3 | 1 | 0 | 2 | 3  | 7  | −4 | 64  | 3     |
| 4    | Victor Sarkis      | 3 | 0 | 0 | 3 | 2  | 9  | −7 | 103 | 0     |

#### Grupo 30
Los partidos del grupo 30 se disputaron el 26 de junio.
| Pos. | Jugador          | J | G | E | P | MG | MP | DM | TMA | Ptos. |
| ---- | ---------------- | - | - | - | - | -- | -- | -- | --- | ----- |
| 1    | Daniel Wells     | 3 | 3 | 0 | 0 | 9  | 1  | +8 | 0   | 9     |
| 2    | Andrew Higginson | 3 | 1 | 1 | 1 | 5  | 5  | 0  | 0   | 4     |
| 3    | Graeme Dott      | 3 | 1 | 0 | 2 | 4  | 7  | −3 | 0   | 3     |
| 4    | David Grace      | 3 | 0 | 1 | 2 | 3  | 8  | −5 | 0   | 1     |

#### Grupo 31
Los partidos del grupo 31 se disputaron el 13 de julio.
| Pos. | Jugador          | J | G | E | P | MG | MP | DM | TMA | Ptos. |
| ---- | ---------------- | - | - | - | - | -- | -- | -- | --- | ----- |
| 1    | Cao Yupeng       | 3 | 3 | 0 | 0 | 9  | 1  | +8 |     | 9     |
| 2    | Lyu Haotian      | 3 | 1 | 1 | 1 | 6  | 5  | +1 |     | 4     |
| 3    | Ian Burns        | 3 | 1 | 1 | 1 | 5  | 6  | −1 |     | 4     |
| 4    | Steven Hallworth | 3 | 0 | 0 | 3 | 1  | 9  | −8 |     | 0     |

#### Grupo 32
Los partidos del grupo 32 se disputaron el 3 de julio.
| Pos. | Jugador               | J | G | E | P | MG | MP | DM | TMA | Ptos. |
| ---- | --------------------- | - | - | - | - | -- | -- | -- | --- | ----- |
| 1    | Xiao Guodong          | 3 | 2 | 1 | 0 | 8  | 3  | +5 | 123 | 7     |
| 2    | Alexander Ursenbacher | 3 | 1 | 1 | 1 | 6  | 5  | +1 | 104 | 4     |
| 3    | Martin Gould          | 3 | 0 | 2 | 1 | 4  | 7  | −3 | 84  | 2     |
| 4    | Rory McLeod           | 3 | 0 | 2 | 1 | 4  | 7  | −3 |     | 2     |

### Segunda fase
En la segunda fase, había ocho grupos de cuatro jugadores.

#### Grupo A
Los partidos del grupo A se disputaron el 19 de julio.
| Pos. | Jugador        | J | G | E | P | MG | MP | DM | TMA | Ptos. |
| ---- | -------------- | - | - | - | - | -- | -- | -- | --- | ----- |
| 1    | Xiao Guodong   | 3 | 1 | 2 | 0 | 7  | 4  | +3 | 109 | 5     |
| 2    | Michael Holt   | 3 | 1 | 2 | 0 | 7  | 4  | +3 |     | 5     |
| 3    | Zhou Yuelong   | 3 | 0 | 2 | 1 | 4  | 7  | −3 | 114 | 2     |
| 4    | Ben Woollaston | 3 | 0 | 2 | 1 | 4  | 7  | −3 |     | 2     |

#### Grupo B
Los partidos del grupo B se disputaron el 20 de julio.
| Pos. | Jugador         | J | G | E | P | MG | MP | DM | TMA | Ptos. |
| ---- | --------------- | - | - | - | - | -- | -- | -- | --- | ----- |
| 1    | Cao Yupeng      | 3 | 1 | 2 | 0 | 7  | 4  | +3 | 141 | 5     |
| 2    | Judd Trump      | 3 | 1 | 2 | 0 | 7  | 5  | +2 | 119 | 5     |
| 3    | Matthew Stevens | 3 | 0 | 2 | 1 | 5  | 7  | −2 | 111 | 2     |
| 4    | Joe Perry       | 3 | 0 | 2 | 1 | 4  | 7  | −3 | 102 | 2     |

#### Grupo C
Los partidos del grupo C se disputaron el 18 de julio.
| Pos. | Jugador          | J | G | E | P | MG | MP | DM | TMA | Ptos. |
| ---- | ---------------- | - | - | - | - | -- | -- | -- | --- | ----- |
| 1    | Noppon Saengkham | 3 | 2 | 1 | 0 | 8  | 3  | +5 | 123 | 7     |
| 2    | Liu Hongyu       | 3 | 1 | 1 | 1 | 5  | 6  | −1 |     | 4     |
| 3    | Ashley Carty     | 3 | 1 | 0 | 2 | 5  | 7  | −2 |     | 3     |
| 4    | Daniel Wells     | 3 | 0 | 2 | 1 | 5  | 7  | −2 | 100 | 2     |

#### Grupo D
Los partidos del grupo D se disputaron el 19 de julio.
| Pos. | Jugador            | J | G | E | P | MG | MP | DM | TMA | Ptos. |
| ---- | ------------------ | - | - | - | - | -- | -- | -- | --- | ----- |
| 1    | Shaun Murphy       | 3 | 2 | 1 | 0 | 8  | 3  | +5 | 84  | 7     |
| 2    | David Gilbert      | 3 | 1 | 2 | 0 | 7  | 4  | +3 | 135 | 5     |
| 3    | Thepchaiya Un-Nooh | 3 | 0 | 2 | 1 | 4  | 7  | −3 | 111 | 2     |
| 4    | James Cahill       | 3 | 0 | 1 | 2 | 3  | 8  | −5 |     | 1     |

#### Grupo E
Los partidos del grupo E se disputaron el 17 de julio.
| Pos. | Jugador          | J | G | E | P | MG | MP | DM | TMA | Ptos. |
| ---- | ---------------- | - | - | - | - | -- | -- | -- | --- | ----- |
| 1    | Chris Wakelin    | 3 | 2 | 1 | 0 | 8  | 3  | +5 | 114 | 7     |
| 2    | Kyren Wilson     | 3 | 2 | 0 | 1 | 7  | 3  | +4 | 118 | 6     |
| 3    | Anthony Hamilton | 3 | 1 | 0 | 2 | 3  | 6  | −3 | 103 | 3     |
| 4    | Sanderson Lam    | 3 | 0 | 1 | 2 | 2  | 8  | −6 | 63  | 1     |

#### Grupo F
Los partidos del grupo F se disputaron el 17 de julio.
| Pos. | Jugador          | J | G | E | P | MG | MP | DM | TMA | Ptos. |
| ---- | ---------------- | - | - | - | - | -- | -- | -- | --- | ----- |
| 1    | Mark Williams    | 3 | 3 | 0 | 0 | 9  | 0  | +9 | 87  | 9     |
| 2    | Robbie Williams  | 3 | 1 | 1 | 1 | 5  | 5  | 0  | 91  | 4     |
| 3    | Martin O'Donnell | 3 | 1 | 1 | 1 | 5  | 6  | −1 | 131 | 4     |
| 4    | Barry Pinches}   | 3 | 0 | 0 | 3 | 1  | 9  | −8 | 90  | 0     |

#### Grupo G
Los partidos del grupo G se disputaron el 20 de julio.
| Pos. | Jugador       | J | G | E | P | MG | MP | DM | TMA | Ptos. |
| ---- | ------------- | - | - | - | - | -- | -- | -- | --- | ----- |
| 1    | Sam Craigie   | 3 | 2 | 1 | 0 | 8  | 3  | +5 | 87  | 7     |
| 2    | Michael White | 3 | 1 | 1 | 1 | 5  | 6  | −1 |     | 4     |
| 3    | Long Zehuang  | 3 | 0 | 3 | 0 | 6  | 6  | 0  |     | 3     |
| 4    | Jak Jones     | 3 | 0 | 1 | 2 | 4  | 8  | −4 |     | 1     |

#### Grupo H
Los partidos del grupo H se disputaron el 18 de julio.
| Pos. | Jugador        | J | G | E | P | MG | MP | DM | TMA | Ptos. |
| ---- | -------------- | - | - | - | - | -- | -- | -- | --- | ----- |
| 1    | Robert Milkins | 3 | 1 | 2 | 0 | 7  | 4  | +3 | 89  | 5     |
| 2    | Si Jiahui      | 3 | 1 | 1 | 1 | 6  | 6  | 0  | 104 | 4     |
| 3    | John Astley    | 3 | 1 | 1 | 1 | 5  | 6  | −1 | 61  | 4     |
| 4    | Pang Junxu     | 3 | 0 | 2 | 1 | 5  | 7  | −2 | 75  | 2     |

### Tercera fase
En la tercera fase, hubo dos grupos de cuatro jugadores.

#### Grupo 1
Los partidos del grupo 1 se disputaron el 21 de julio.
| Pos. | Jugador        | J | G | E | P | MG | MP | DM | TMA | Ptos. |
| ---- | -------------- | - | - | - | - | -- | -- | -- | --- | ----- |
| 1    | Shaun Murphy   | 3 | 1 | 2 | 0 | 7  | 5  | +2 | 133 | 5     |
| 2    | Chris Wakelin  | 3 | 1 | 1 | 1 | 6  | 6  | 0  |     | 4     |
| 3    | Robert Milkins | 3 | 0 | 3 | 0 | 6  | 6  | 0  |     | 3     |
| 4    | Xiao Guodong   | 3 | 0 | 2 | 1 | 5  | 7  | −2 |     | 2     |

#### Grupo 2
Los partidos del grupo 2 se disputaron el 21 de julio.
| Pos. | Jugador          | J | G | E | P | MG | MP | DM | TMA | Ptos. |
| ---- | ---------------- | - | - | - | - | -- | -- | -- | --- | ----- |
| 1    | Mark Williams    | 3 | 2 | 1 | 0 | 8  | 4  | +4 | 136 | 7     |
| 2    | Sam Craigie      | 3 | 1 | 2 | 0 | 7  | 4  | +3 |     | 5     |
| 3    | Noppon Saengkham | 3 | 1 | 1 | 1 | 6  | 5  | +1 | 100 | 4     |
| 4    | Cao Yupeng       | 3 | 0 | 0 | 3 | 1  | 9  | −8 |     | 0     |

### Final
La final se disputó al mejor de cinco mesas el 21 de julio.
| Final: Al mejor de cinco mesas. Árbitro: Dave Ford Morningside Arena, Leicester, Inglaterra, 21 de julio de 2023 |                             |                     |
| Shaun Murphy Inglaterra                                                                                          | 3–0                         | Mark Williams Gales |
| Frame scores: 65-53, 73-0 (73), 69-30 (69)                                                                       |                             |                     |
| 73 | tacada más alta             |                     |
| 0 | centenas                    | 0                   |
| 2 | tacadas de más de 50 puntos | 0                   |